# Simone Mori
Simone Mori (Pontremoli, 23 april 1972) is een voormalig Italiaans wielrenner.

## Overwinningen
1996
- Freccia dei Vini - Memorial Dott. Luigi Raffele

1998
- 6e etappe Ronde van Slovenië

2001
- Eindklassement Ronde van Kroatië

2002
- Eindklassement Jelajah Malaysia
- 2e etappe Ronde van Servië
- Prix de la Mi-Août
- 1e etappe en eindklassement Tour de Hokkaido